# Колони (Канзас)
Колони (енгл. Colony) град је у америчкој савезној држави Канзас.

## Демографија
По попису из 2010. године број становника је 408, што је 11 (2,8%) становника више него 2000. године.
| Група             | 2000.       | 2010.       |
| Белци             | 375 (94,5%) | 384 (94,1%) |
| Афроамериканци    | 1 (0,3%)    | 7 (1,7%)    |
| Азијати           | 1 (0,3%)    | 1 (0,2%)    |
| Хиспаноамериканци | 8 (2,0%)    | 1 (0,2%)    |
| Укупно            | 397         | 408         |